# Финляндия на «Евровидении-2016»
Финляндию на конкурсе песни Евровидение 2016 в Стокгольме (Швеция) представляла певица Сандья с песней «Sing It Away». Сандья была отобрана на национальном отборочном конкурсе «Uuden Musiikin Kilpailu» (UMK), организованном финской телерадиокомпанией Yleisradio, 27 февраля 2016 года.

## Национальный финал
По правилам конкурса хотя бы один из авторов песен должен был иметь финское гражданство или иметь недвижимость на территории Финляндии. От одного исполнителя могла быть представлена только одна песня, которая при этом не участвовала бы в национальном отборе от других стран. Исполнителю на май 2016 года должно было исполниться 16 лет.
В ноябре 2015 года стало известно, что финская певица Криста Сиегфридс вместе с Роопе Салминеном будет вести финский национальный отбор на Евровидение 2016 — Uuden Musiikin Kilpailu.
12 января 2016 года были объявлены 18 претендентов за право представлять Финляндию на «Евровидении 2016». Финал национального конкурса, в который по результатам предварительных соревнований прошли девять исполнителей, состоялся 27 февраля и был показан каналом Yle TV2, победу в нём одержала певица Сандья с песней
«Sing It Away».

### 1 полуфинал (6 февраля)
| Порядок | Исполнитель      | Песня                     | Общественное голосование | Общественное голосование | Общественное голосование | Место | Результат |
| Порядок | Исполнитель      | Песня                     | до шоу                   | во время шоу             | всего                    | Место | Результат |
| ------- | ---------------- | ------------------------- | ------------------------ | ------------------------ | ------------------------ | ----- | --------- |
| 1       | Саара Аалто      | «No Fear»                 | 17%                      | 21 %                     | 21 %                     | 2     | финал     |
| 2       | Mikko Herranen   | «Evil Tone»               | 9 %                      | 7 %                      | 7 %                      | 6     | выбыл     |
| 3       | Stella Christine | «Ain’t Got Time for Boys» | 11 %                     | 19 %                     | 18 %                     | 3     | финал     |
| 4       | Eini             | «Draamaa»                 | 35 %                     | 35 %                     | 35%                      | 1     | финал     |
| 5       | Clemso           | «Thief»                   | 12 %                     | 8 %                      | 8 %                      | 5     | выбыл     |
| 6       | Pää-Äijät        | «Shamppanjataivas»        | 16 %                     | 10 %                     | 11 %                     | 4     | выбыл     |

### 2 полуфинал (13 февраля)
| Порядок | Исполнитель               | Песня                | Общественное голосование | Общественное голосование | Общественное голосование | Место | Результат |
| Порядок | Исполнитель               | Песня                | до шоу                   | во время шоу             | всего                    | Место | Результат |
| ------- | ------------------------- | -------------------- | ------------------------ | ------------------------ | ------------------------ | ----- | --------- |
| 1       | Attention 2               | «Ready For the Show» | 7 %                      | 5 %                      | 5 %                      | 6     | выбыл     |
| 2       | Cristal Snow              | «Love Is Blind»      | 28 %                     | 21 %                     | 22 %                     | 3     | финал     |
| 3       | Annica Milán & Kimmo Blom | «Good Enough»        | 21 %                     | 22 %                     | 22 %                     | 2     | финал     |
| 4       | Rafaela Truda             | «Rise Up»            | 8 %                      | 14 %                     | 13 %                     | 4     | выбыл     |
| 5       | Ylona                     | «Blazing Fire»       | 10 %                     | 14 %                     | 13 %                     | 5     | выбыл     |
| 6       | Микаэль Саари             | «On It Goes»         | 26 %                     | 24 %                     | 25 %                     | 1     | финал     |

### 3 полуфинал (20 февраля)
| Порядок | Исполнитель           | Песня                        | Общественное голосование | Общественное голосование | Общественное голосование | Место | Результат |
| Порядок | Исполнитель           | Песня                        | до шоу                   | во время шоу             | всего                    | Место | Результат |
| ------- | --------------------- | ---------------------------- | ------------------------ | ------------------------ | ------------------------ | ----- | --------- |
| 1       | Lieminen              | «Pehmeiden arvojen vaalijat» | 7 %                      | 5 %                      | 5 %                      | 6     | выбыл     |
| 2       | Tuuli Okkonen         | «Don’t Wake Me Up»           | 18 %                     | 26 %                     | 24 %                     | 2     | финал     |
| 3       | Gušani Brothers       | «Poom Poom»                  | 14 %                     | 9 %                      | 10 %                     | 4     | выбыл     |
| 4       | Barbe-Q-Barbies       | «Let Me Out»                 | 23 %                     | 24 %                     | 24 %                     | 3     | финал     |
| 5       | Pietarin Spektaakkeli | «Liian kuuma»                | 9 %                      | 8 %                      | 9 %                      | 5     | выбыл     |
| 6       | Sandhja               | «Sing It Away»               | 29 %                     | 28 %                     | 28 %                     | 1     | финал     |

### Финал (27 февраля)
| Порядок | Исполнитель               | Песня                     | Жюри | Общественное голосование | Общественное голосование | Общественное голосование | Общественное голосование | Всего | Место |
| Порядок | Исполнитель               | Песня                     | Жюри | до шоу                   | во время шоу             | всего в %                | Очки                     | Всего | Место |
| ------- | ------------------------- | ------------------------- | ---- | ------------------------ | ------------------------ | ------------------------ | ------------------------ | ----- | ----- |
| 1       | Cristal Snow              | «Love Is Blind»           | 41   | 12 %                     | 9 %                      | 9.1 %                    | 39                       | 80    | 6     |
| 2       | Stella Christine          | «Ain’t Got Time for Boys» | 19   | 6 %                      | 7 %                      | 6.5 %                    | 28                       | 47    | 8     |
| 3       | Annica Milán & Kimmo Blom | «Good Enough»             | 35   | 10 %                     | 11 %                     | 10.7 %                   | 46                       | 81    | 5     |
| 4       | Eini                      | «Draamaa»                 | 32   | 4 %                      | 7 %                      | 6.7 %                    | 29                       | 61    | 7     |
| 5       | Barbe-Q-Barbies           | «Let Me Out»              | 46   | 12 %                     | 9 %                      | 9.1 %                    | 39                       | 85    | 4     |
| 6       | Tuuli Okkonen             | «Don’t Wake Me Up»        | 20   | 4 %                      | 5 %                      | 4.9 %                    | 21                       | 41    | 9     |
| 7       | Sandhja                   | «Sing It Away»            | 98   | 16 %                     | 14 %                     | 14.4 %                   | 62                       | 160   | 1     |
| 8       | Саара Аалто               | «No Fear»                 | 67   | 11 %                     | 21 %                     | 20.2 %                   | 87                       | 154   | 2     |
| 9       | Микаэль Саари             | «On It Goes»              | 72   | 25 %                     | 17 %                     | 18.4 %                   | 79                       | 151   | 3     |

### Голоса от Финляндии
| 12 очков |
| 10 очков |
| 8 очков  |
| 7 очков  |
| 6 очков  |
| 5 очков  |
| 4 очка   |
| 3 очка   |
| 2 очка   |
| 1 очко   |

| 12 очков |
| 10 очков |
| 8 очков  |
| 7 очков  |
| 6 очков  |
| 5 очков  |
| 4 очка   |
| 3 очка   |
| 2 очка   |
| 1 очко   |